# Maggie Tabberer
Margaret May Tabberer, (de soltera Trigar; 11 de diciembre de 1936 – 6 de diciembre de 2024) fue una personalidad de la moda, edición y televisión australiana. Recibió dos veces el Logie de oro por su trabajo en televisión.Tabberer fundó su propia marca de moda y empresas de relaciones públicas, y fue conocida por su larga trayectoria como editora de moda de la revista Australian Women's Weekly.

## Vida y carrera

### Modelaje y carrera en la moda
Tabberer nació siendo la menor de cinco hermanos, Alfred y Molly Trigar en Parkside, Australia Meridional, el 11 de diciembre de 1936. A los 14 años, mientras asistía a la boda de su hermana, fue descubierta por un fotógrafo, que le ofreció su primer trabajo como modelo, un encargo puntual. En sus veinte años, asistió a una escuela de modelos y, a los 23 años, fue descubierta por el fotógrafo Helmut Newton, que fue su mentor y lanzó su exitosa carrera como modelo. En 1960, cuando vivía en Melbourne, ganó el premio a la Modelo del Año y se trasladó a Sídney para aprovechar las oportunidades que allí se le presentaban. Decidió poner fin a su carrera de modelo a los 25 años tras empezar a perder su esbelta figura.
No obstante, Tabberer siguió muy vinculada a la industria de la moda. En 1967 fundó una empresa de relaciones públicas, Maggie Tabberer & Associates, que se hizo cargo de muchos clientes y encargos relacionados con la moda. En 1981, lanzó una marca de ropa de tallas grandes llamada Maggie T. Tabberer era la embajadora de la marca, pero no tenía participación en la empresa.
Un retrato suyo realizado por el artista australiano Paul Newton fue finalista del 1999 Archibald Prize.

### Edición y relaciones públicas
Tabberer empezó a trabajar en el mundo editorial cuando escribió una columna de moda, "Maggie Says", para el periódico The Daily Mirror de Sídney en 1963. Permaneció en el periódico durante 16 años, hasta que el multimillonario Kerry Packer le pidió que se convirtiera en editora de moda de la revista Australian Women's Weekly en 1981. Pronto se convirtió en la imagen pública de la revista, apareciendo con frecuencia en su portada y en anuncios de televisión. Tabberer permaneció en la revista durante 15 años, hasta 1996.

### Trabajo en la televisión
Tabberer empezó a aparecer en televisión en 1964, como una de las "bellezas" del programa de entrevistas Beauty and the Beast (la "bestia" era el presentador del programa, Eric Baume, hasta 1965, y después Stuart Wagstaff). Sus apariciones en Beauty and the Beast la hicieron muy conocida y más tarde comenzó a presentar su propio programa diario de entrevistas, Maggie, por el que ganó dos Logies de Oro consecutivos en 1970 y 1971. Fue la primera persona en ganar premios consecutivos, aunque Graham Kennedy ya había ganado tres Logies de Oro no consecutivos en 1970.
A partir de 2005, presentó su propio programa de entrevistas, Maggie ... At Home With, en el canal de suscripción australiano Bio (antes Biography Channel). En su programa "visit[aba] las casas de varias celebridades y élites australianas para hablar de sus vidas, carreras, tragedias y triunfos".

### Vida personal
Tabberer tomó su apellido de su primer esposo, Charles Tabberer, con quien se casó a los 17 años. Tuvieron dos hijas, Brooke y Amanda. Sin embargo, las exigencias de su carrera como modelo pusieron fin a su matrimonio al cabo de siete años.
Tras mudarse a Sídney con sus hijas en 1960, Helmut Newton le presentó a Ettore Prossimo, un restaurador italiano con el que se casó en 1967. Ese mismo año, Tabberer dio a luz a su hijo Francesco, que falleció a los 10 días de vida a causa del síndrome de muerte súbita del lactante. La pareja se separó tras 17 años de matrimonio, aunque reavivaron su amistad antes de la muerte de Prossimo debido a un ataque al corazón en 1996.
En 1985, Tabberer anunció que mantenía una relación con el periodista Richard Zachariah. La pareja copresentó una serie de televisión sobre estilo de vida, The Home Show, en la Australian Broadcasting Corporation de 1990 a 1995, cuando se separaron.
Tabberer padeció de diabetes en los últimos años. Falleció el 6 de diciembre de 2024, a los 87 años, 5 días antes de cumplir años.

## Honores
| Asociación              | Año  | Premio                           | Resultados |
| Queens Birthday Honours | 1998 | Miembro de la Orden de Australia | Honrada    |

En 1998, con motivo del Cumpleaños de la Reina, Tabberer fue nombrada Miembro de la Orden de Australia por sus servicios a la comunidad, en particular por su apoyo a organizaciones benéficas y al progreso de la industria de la moda australiana.

## Premios
| Premio            | Asociación   | Año  | Trabajo | Resultado |
| Model of the Year |              | 1960 |         |           |
| Logie de oro      | Logie Awards | 1970 | Maggie  | Ganadora  |
| Logie de oro      | Logie Awards | 1971 | Maggie  | Ganadora  |